# Pierre Alexandre Darracq
Pierre Alexandre Darracq (Bordeaux, 10 novembre 1855 – Monaco, 2 novembre 1931) è stato un imprenditore francese pioniere dell'industria automobilistica.

## Biografia
Nato a Bordeaux il 10 novembre 1855, da famiglia basca, Pierre Alexandre Darracq inizia il suo praticantato tecnico nell'arsenale di Tarbes e fonda, nel 1891, la fabbrica di biciclette "Gladiator" che ottengono un notevole successo commerciale. Venduta l'azienda nel 1896, si dedica per qualche tempo al commercio di automobili a propulsione elettrica, studiando contemporaneamente la possibilità di produrre biciclette a motore.
Nel 1897, costruisce le "Triplette DARRACQ-GLADIATOR", una sorta di triciclo elettrico che darà buona prova di sé, percorrendo la distanza dei 10 km in 9 minuti e 54 secondi, alla media "strabiliante" di oltre 60 km/h. La buona pubblicità dell'impresa, procura a Darracq l'aiuto finanziario di alcune industrie da lui rappresentate ed acquista un immobile a Suresnes, nei pressi di Parigi, dove fonda la "Société A.Darracq" che si propone di diffondere in Europa le auto-mobili.
Dopo aver sperimentato il lay-out aziendale costruendo i tricicli a motore in piccola serie, nel 1898 viene presentata al Salone del ciclo di parigi la prima dog-kart elettrica (una sorta di carrozza leggera per la caccia) ispirata al medesimo modello prodotto dall'americana "Riker", che non avrà grande successo.
Nel 1901 viene presentata la prima auto-mobile interamente progettata dall'azienda: un runabout elettrico che, grazie all'impiego della lamiera stampata d'acciaio, può essere venduto ad un prezzo competitivo. Nel 1903, l'azienda acquista la licenza di fabbricazione del motore "Léon Bollé 5cv" con cambio a colonna, che equipaggerà tutte le automobili della casa fino al 1910.

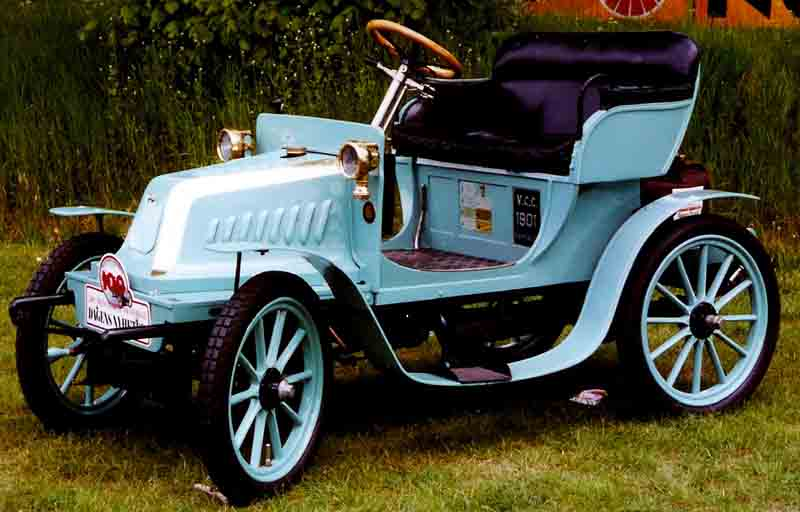
Darracq 6,5 CV (1901)

Già nel 1904 la "Société A.Darracq" produce il 10% delle auto-mobili francesi e, nel 1910, è il terzo produttore nazionale, dopo Renault e Peugeot. La partecipazione a gare e tentativi di record a scopo promozionale (tra cui due record assoluti di velocità nel 1904 e 1905, oltre alla vittoria della coppa Vanderbilt negli Stati Uniti) porteranno grande fama all'azienda che, in pochi anni avrà una grande espansione, fondando filiali in Inghilterra, Spagna, Germania e Italia.
La forte crisi economica internazionale che precedette la prima guerra mondiale impose un freno alla produzione e la "Société A.Darracq" che, nel 1912, venne ceduta alla filiale inglese "A.DARRACQ & Co Ltd ". Nello stesso anno, Pierre Alexandre Darracq si ritira definitivamente dal settore automobilistico e si stabilisce sulla Costa Azzurra per dedicarsi al campo immobiliare.
Darracq è certamente un personaggio importantissimo nella storia dell'automobile. È stato il primo ad intuire l'impiego della lamiera stampata per il telaio e dalle sue filiali estere sono nate aziende automobilistiche di fama internazionale come Alfa Romeo e Opel. La storia della "Darracq" s'intreccia con altri importanti marchi come Clément-Bayard, Talbot, Lago, Sunbeam e SIMCA. Senza contare che uno dei capi-reparto della ditta di Suresnes era un certo Louis Chevrolet. Tuttavia, a dispetto dei suoi successi e intuizioni, Pierre Alexandre Darracq non amava le automobili, disdegnando di farsi trasportare e, ancor più, di guidarle. Per lui era solo una questione d'affari. Lasciò l'azienda senza alcun rimpianto e si stabilì sulla Costa Azzurra per dedicarsi al campo immobiliare ed alla gestione dell'Hôtel Négresco di Nizza.

### Morte
Morì a Monte Carlo nel 1931 e venne sepolto nel mausoleo di famiglia che si trova nel cimitero di Père-Lachaise di Parigi, accanto a famosi "condòmini" come Bellini,  Rossini, Balzac, Proust, Modigliani e Wilde.